# Tom Murray (Ruderer)
Thomas P. „Tom“ Murray (* 20. Januar 1969 in Buffalo) ist ein ehemaliger Ruderer aus den Vereinigten Staaten, der 1999 Weltmeister mit dem Vierer mit Steuermann war.

## Sportliche Karriere
Der 1,93 m große Tom Murray gewann bei den Junioren-Weltmeisterschaften 1987 die Goldmedaille mit dem Achter. 1991 belegte er mit dem US-Achter den achten Platz bei den Weltmeisterschaften. Zwei Jahre später erkämpfte der US-Achter bei den Weltmeisterschaften 1993 die Bronzemedaille hinter dem deutschen und dem rumänischen Großboot.
1994 wechselte Murray in den Vierer ohne Steuermann. Bei den Weltmeisterschaften 1994 belegte er in dieser Bootsklasse den neunten Platz, 1995 folgte der siebte Platz. Bei den Olympischen Spielen 1996 vor heimischem Publikum in Atlanta belegte der Vierer ohne Steuermann den elften Platz. Nach zwei Jahren ohne Weltmeisterschaftsteilnahme trat Murray bei den Weltmeisterschaften 1999 in St. Catharines in der nicht mehr olympischen Bootsklasse Vierer mit Steuermann an und gewann zum Abschluss seiner Karriere den Weltmeistertitel.